# Statoliet

Plastiden

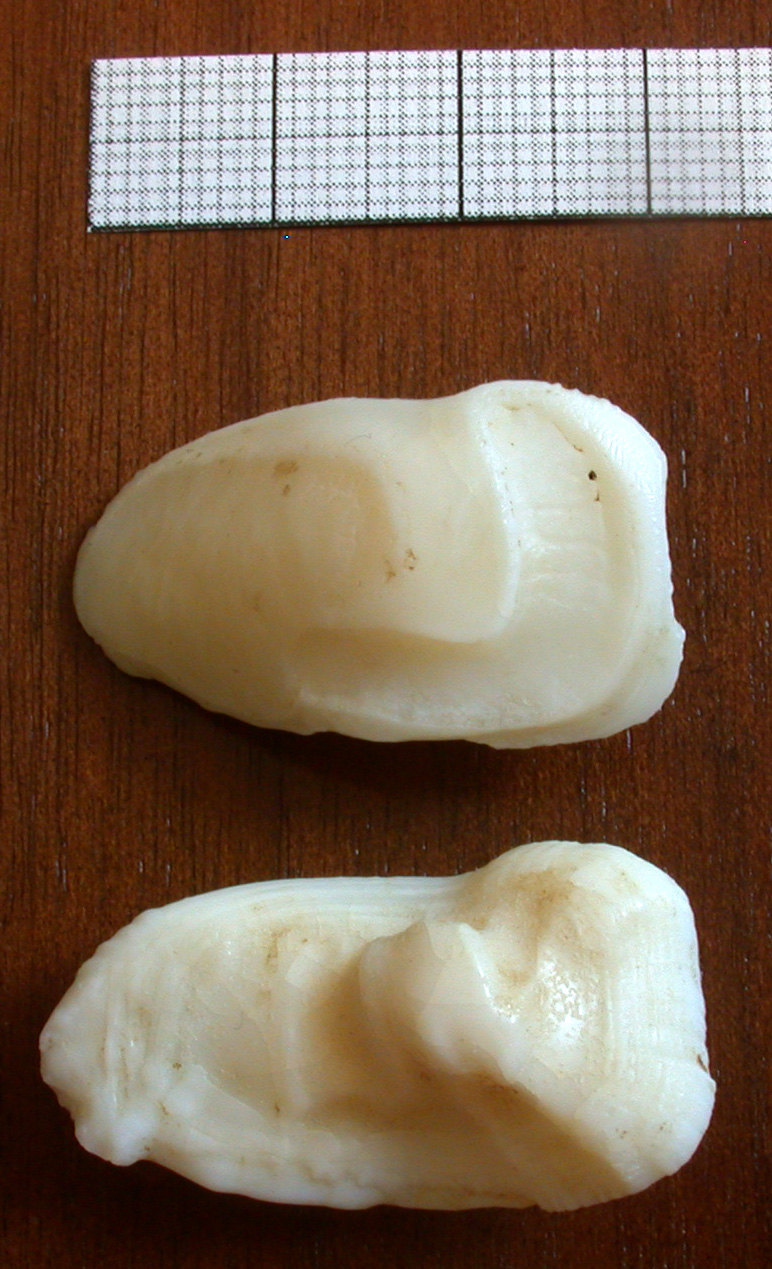
Otolithen van een ombervis (van boven naar onderen: binnenzijde, buitenzijde; grootte in mm)

Een statoliet bij planten, is een gespecialiseerde vorm van een amyloplast. Ze spelen een rol bij de uitoefening van de invloed van de zwaartekracht op de groei. Ook komen statolieten voor bij dieren. Ze worden bij vissen otolieten genoemd.

## Planten
In de top van het wortelmutsje zitten cellen, waarin veel met zetmeel gevulde statolieten voorkomen. De statolieten bezinken in het laagste punt van de cel. Bij verandering van de zwaartekrachtrichting reageren de cellen met het versturen van signaalstoffen naar de strekkende cellen. Hierdoor vindt tussen deze cellen een zodanig verschil in strekking plaats, dat de wortel naar beneden blijft groeien of bij zijwaartse (horizontale) groei die richting blijft volgen.

## Dieren
In het utriculum van het binnenoor zitten oorsteentjes van kalkzout calciumcarbonaat (statoliet), die in een gelatineuze massa op zintuigharen rusten. Buiging van de zintuigharen informeert de hersenen over evenwicht en positie.